# الینگار (حوزه انتخباتی ویدهان سبها)
الینگار (حوزه انتخباتی ویدهان سبها) (به انگلیسی: Alinagar (Vidhan Sabha constituency)) یک منطقهٔ مسکونی در هند است که در بیهار واقع شده‌است.